# اینکاهواسی (آپوریماک)
اینکاهواسی (به اسپانیایی: Incahuasi) یک کوه در پرو است که در منطقه اپوریماک واقع شده‌است. اینکاهواسی ۴٬۳۱۵ متر بالاتر از سطح دریا واقع شده‌است.